# Шавкунов, Прокопий Андреевич
Проко́пий Андре́евич Шавкуно́в (около 1791 года, Кунгур — 1870—1874 гг.) — пермский купец 3-й гильдии, городской голова в 1826—1829 годах.
Родился около 1791 года в Кунгуре в мещанской семье. Переехав в Пермь в 1794 году, его отец Андрей Семёнович открыл там в 1798 году кожевенное заведение и в 1811 году записался в купцы 3-й гильдии. Прокопий Андреевич унаследовал дело отца, но после разорился и 1829 году перешёл в мещане. Служил ратманом в городском магистрате в Перми. В 1815 году был городским старостой, а с 14 (16) июня 1826 года по 1829 год занимал пост пермского городского головы. Скончался между 1870 и 1874 гг.